# Hiến pháp tháng Tư của Ba Lan
Hiến pháp tháng Tư của Ba Lan (tiếng Ba Lan: Ustawa konstytucyjna 23 IV 1935 hay Konstytucja kwietniowa) là hiến pháp được thông qua theo đạo luật của Thượng viện Ba Lan vào ngày 23 tháng 4 năm 1935. Nó đã đệ trình ở Ba Lan một tổng thống chế với những yếu tố nhất định của chủ nghĩa chuyên chế.

## Tóm lược
Đạo luật này đưa ra ý tưởng rằng nhà nước là lợi ích chung của tất cả các công dân. Nó cũng hạn chế quyền hạn của Thượng viện và Thượng viện trong khi tăng cường quyền lực của Tổng thống Ba Lan. Tổng thống chịu trách nhiệm lựa chọn các thành viên của chính phủ chịu trách nhiệm trước quốc hội. Tổng thống cũng có quyền bãi nhiệm quốc hội trước khi kết thúc nhiệm kỳ và chỉ đích danh một phần ba số thượng nghị sĩ, tổng tư lệnh quân đội Ba Lan, tổng thanh tra các lực lượng vũ trang.
Ông cũng có quyền ban hành các pháp lệnh và các quyền phủ quyết mà được Hạ nghị viện thông qua một cách không mang tính xây dựng cho Quốc gia .
Trong số các đặc điểm đáng chú ý nhất của hiến pháp mới là quyền của tổng thống để chỉ định người kế nhiệm của mình trong trường hợp xảy ra chiến tranh. Điều đó đã được sử dụng làm cơ sở pháp lý cho sự tồn tại của Chính phủ Ba Lan lưu vong trong và sau Thế chiến thứ hai. Hiến pháp chính thức bị bãi bỏ vào năm 1944 bởi chính quyền cộng sản Ba Lan do Liên Xô hậu thuẫn để chính thức trở lại với Hiến pháp tháng Ba và đưa ra nhiều đạo luật dựa trên chủ nghĩa Stalin. Chính phủ lưu vong hoạt động theo Hiến pháp tháng Tư cho đến tháng 12 năm 1990, khi nó chuyển giao quyền lực cho Lech Walesa sau khi ông được bầu làm tổng thống phi cộng sản đầu tiên của Ba Lan trong vòng 46 năm.